# Celebrity Productions

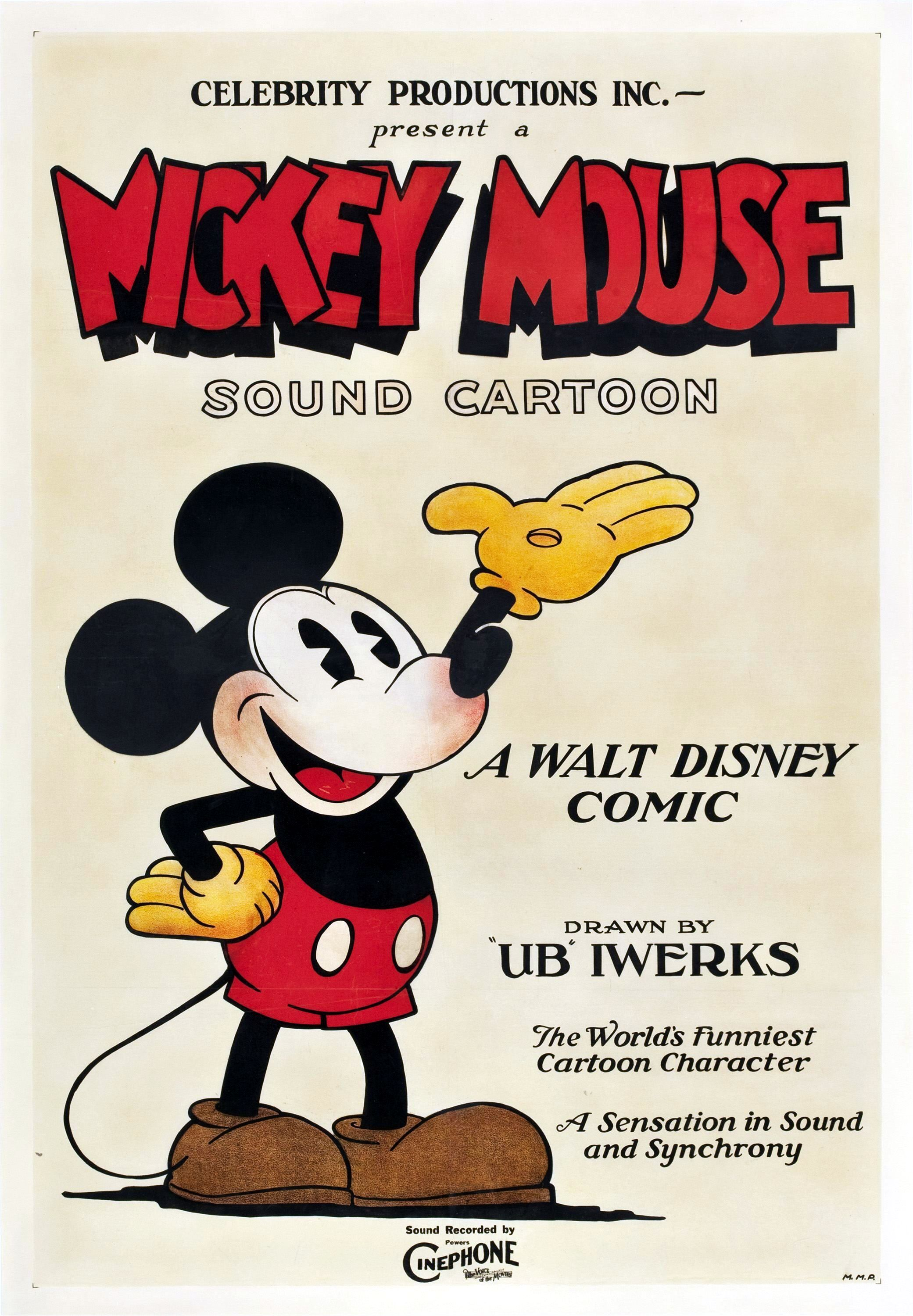
Première affiche en couleur de Mickey Mouse entre novembre 1928 et décembre 1929.

Celebrity Productions ou Celebrity Pictures était une société de production et de distribution de films fondée par Pat Powers. Elle débuta en 1928 par la distribution des premiers Mickey Mouse de Walt Disney.
En 1930, son directeur Pat Powers, après n'avoir reversé à Disney qu'une petite partie des revenus de la distribution, joue un mauvais tour à ce dernier en débauchant Ub Iwerks, le principal animateur et ami de Disney. Powers perd son contrat avec Disney mais aide Iwerks à fonder l'Ub Iwerks Studios. Les films de la série Comicolors d'Iwerks seront distribués par Celebrity Productions. 
En 1936, les soutiens financiers de Powers et d'Iwerks arrêtent leurs contrats en raison du manque de succès des productions d'Iwerks. La société de distributions arrête alors son activité. 
En 1948, Powers meurt et ses descendants n'en poursuivent pas la gestion. 